# Голимбиевский, Алексей Афанасьевич
Алексей Афанасьевич Голимбиевский (4 июня 1919, село Великая Мечетня — 24 января 1971, Луцк) — участник Великой Отечественной войны, лётчик-штурмовик, Герой Советского Союза (1944), полковник (в запасе).
Воевал в составе 175 штурмового авиационного полка, был командиром эскадрильи. К марту 1944 года совершил 87 боевых вылетов.

## Биография
Родился 4 июня 1919 в селе Великая Мечетня ныне Кривоозёрского района Николаевской области (Украина) в крестьянской семье. Украинец.
Образование — среднее.
В рядах Красной Армии с 1938 года. Добровольно поступил в Батайскую военную авиационную школу пилотов, которую окончил в 1941 году. В ряды Красной Армии призван Одесским РВК. Член ВКП(б)/КПСС с 1943 года.
На фронтах Великой Отечественной войны с февраля 1942 года. Воевал на Западном и Волховском фронтах.
24 апреля 1942 года, исходя из данных разведки, младший лейтенант А. А. Голимбиевский в составе 6 самолетов Ил-2, вышел на путь следования колонны автомашин общей численностью свыше 300 единиц с боеприпасами, горючим и подкреплением в живой силе. При первоначальном заходе на цель колонну обнаружить не удалось. Позже, в 2 километрах южнее Новгорода было обнаружено скопление всех машин колонны, производящих заправку горючим. Самолеты группы сделали 3 захода на цель. В результате штурмовых действий группой было уничтожено более 120 машин, взорваны цистерны с горючим и произошёл ряд сильных взрывов. Несмотря на сильный заградительный огонь зенитных средств противника, группа в полном составе вернулась на свой аэродром. Результаты штурмовки были подтверждены разведкой и партизанами. За отличное выполнение операции всем экипажам была объявлена благодарность.
12 июня 1942 года разведкой в районе Ольховатки было обнаружено большое скопление вражеской пехоты и танков, готовых нанести удар по частям укрепрайона 2-й ударной армии. Младший лейтенант А. А. Голимбиевский в составе 4 самолётов Ил-2 во взаимодействии с группой самолётов Пе-2 атаковали расположение частей противника. Несмотря на сильный огонь зенитной артиллерии и действие истребителей было сделано 5 заходов группы для штурмовых действий. Пехота и танки противника не успели рассредоточиться и понесли большие потери. Прицельным огнём было уничтожено 14 танков и большое количество живой силы противника.
21 июня 1942 года младший лейтенант А. А. Голимбиевский добровольно, в крайне тяжелых метеоусловиях, вызвался выполнить задание по обеспечению вывода частей 2-й ударной армии из тыла врага. Точно выйдя на цель в составе 6 Ил-2 успешно выполнил поставленную боевую задачу.
При выполнении боевых заданий на Волховском фронте был легко ранен, дважды был подбит зенитной артиллерией противника, при этом дважды сажал самолёт на своей территории.
С марта 1943 года участвует в боях на Юго-Западном фронте. За короткое время сделал 7 боевых вылетов на уничтожение переправ южнее города Белгорода и штурмовку узлов сопротивления в районе города Изюм. В результате штурмовых действий 7 июля 1943 года лично уничтожил 5 автомашин, 4 повозки с лошадьми, 2 орудия и одну зенитную точку. В групповом вылете в тот же день разрушил переправу.
17 июля 1943 года в районе Изюма в составе группы 6 самолётов Ил-2 А. А. Голимбиевским в результате штурмовки было уничтожено до 10 полевых орудий, 3 батареи зенитной артиллерии, 4 автомашины, 8 зарядных ящиков.
18 июля 1943 года в составе группы 6 самолётов Ил-2 А. А. Голимбиевский уничтожил от 6 до 8 повозок, 6 автомашин и подавил огонь 4 крупнокалиберных пулемётов.
Неоднократно получал благодарности от командования за отличное выполнение боевых заданий.
К марту 1944 года командир эскадрильи 175-го штурмового авиационного полка (305-я штурмовая авиационная дивизия, 9-й смешанный авиационный корпус (первого формирования), 17-я Воздушная армия, 3-й Украинский фронт) старший лейтенант А. А. Голимбиевский совершил 87 успешных боевых вылетов на штурмовку оборонительных сооружений, живой силы и боевой технике противника (по некоторым источникам, имел 12 воздушных побед, возможно, в это число входят и самолёты, уничтоженные на земле).
Указом Президиума Верховного Совета от 1 июля 1944 года за образцовое выполнение боевых заданий командования, мужество, отвагу и геройство, проявленные в борьбе с немецко-фашистскими захватчиками, старшему лейтенанту Голимбиевскому Алексею Афанасьевичу присвоено звание Героя Советского Союза с вручением ордена Ленина (№ 18981) и медали «Золотая Звезда» (№ 3935).
После войны до 1969 года служил в ВВС СССР. В 1949 году окончил Военно-Воздушную академию.
С 1969 года полковник А. А. Голимбиевский — в запасе. Жил в городе Луцк Волынской области (Украина).
Умер 24 января 1971 года.

### Выписка из наградного листа
Представляется к высшей Правительственной награде — званию «Герой Советского Союза» за произведенные 87 успешных боевых вылетов на самолёте Ил-2 в борьбе протии немецко-фашистских захватчиков по уничтожению их переправ, укреплённых узлов, колонн танков и автомашин, артиллерии, самолётов, ж.д. мостов, за срыв вражеских воинских перевозок по железным и шоссейным дорогам и уничтожению живой силы противника, из них 13 боевых вылетов на разведку войск и техники врага.
Тов. Голимбиевский участвует в Отечественной войне с февраля 1942 года на фронтах Западном, Волховском и с марта 1943 года на Юго-Западном фронте.
На боевой практической работе проявил себя отличным офицером-руководителем и воином. Отличный лётчик-штурмовик. Самолётом Ил-2 и его вооружением владеет в совершенстве. Летает в сложных метеоусловиях. Все боевые задачи выполняет отлично. За время ведения боевой работы участвовал в разгроме немецких войск в операциях Юхновской, ж.д. узел Кореши, по выводу 2-й ударной армии из тыла врага, 1-й Синявинской операции, по прорыву блокады Ленинграда, в Белгородской операции, по отражению немецкого наступления на город Курск, Изюмской операции, по форсированию реки Северный Донец, по освобождению Донбасса, Запорожья и уничтожению Никольской группировки противника.
За этот период на своем боевом личном счету имеет: 87 успешных боевых вылетов, из которых 41 вылет произвел в качестве ведущего группы в составе 6-12 самолётов. Своими штурмовыми действиями уничтожил: 17 танков, 89 автомашин с боеприпасами и военными грузами, 13 орудий полевой артиллерии, 4 паровоза, 27 вагонов, 7 цистерн с горючим, 2 склада с боеприпасами, 2 переправы, 7 самолётов на аэродромах противника и 1 самолёт сбил в воздушном бою, 39 конных повозок, 17 дзотов, подавил огонь 5 зенитных орудий и уничтожил до 2 рот солдат и офицеров.
С июня 1943 года работает на должности командира авиаэскадрильи. За этот период времени под командованием старшего лейтенанта Голимбиевского авиаэскадрилья произвела 375 боевых вылетов и за это же время уничтожено: 39 танков, разрушен мост через реку Днепр, 13 самолётов на аэродромах противника, 7 самолётов сбито в воздушных боях, 465 автомашин с войсками и боеприпасами, 11 батарей полевой артиллерии, 14 бензоцистерн, 35 дзотов, 7 батарей зенитной артиллерии, 13 паровозов, 103 вагона, 5 складов с боеприпасами, 95 повозок с военным имуществом, до 60 лошадей, уничтожено и рассеяно свыше полка пехоты.
Дисциплинированный, волевой, энергичный и требовательный к себе и подчинённым офицер. Умеющий хорошо организовывать работу в эскадрильи на выполнение заданий командования. Среди личного состава пользуется заслуженным и деловым авторитетом. Отлично владеет техникой пилотирования и летает в любых условиях. Отлично владеет радиосвязью, хорошо зная тактику врага, всегда умело организовывает оборонительный бой своих самолётов, отбивая все атаки врага и не имея потерь от истребителей противника. На поле боя личным примером, мужеством и героизмом показывает своим подчинённым как нужно уничтожать врага.
За проявленные мужество и героизм в борьбе по разгрому немецко-фашистских войск достоин высшей Правительственной награды присвоения звания «Герой Советского Союза».
Командир 175 штурмового авиационного полка

подполковник Захарченко

1 марта 1944 года

## Награды
- Указом Президиума Верховного Совета от 1 июля 1944 года за образцовое выполнение боевых заданий командования, мужество, отвагу и геройство, проявленные в борьбе с немецко-фашистскими захватчиками, старшему лейтенанту Голимбиевскому Алексею Афанасьевичу присвоено звание Героя Советского Союза с вручением ордена Ленина (№ 18981) и медали «Золотая Звезда» (№ 3935).
- Также награждён:
- два ордена Красного Знамени (в том числе 11.08.1943);
- два ордена Красной Звезды;
- орден Отечественной войны 1-й степени;
- орден Александра Невского (25.01.1944);
- медали.